# Coladenia
Coladenia es un género de lepidópteros ditrisios de la subfamilia Pyrginae  dentro de la familia Hesperiidae.

## Especies
- Coladenia agni
- Coladenia agnioides
- Coladenia buchananii
- Coladenia fenestrata
- Coladenia hoenei
- Coladenia igna
- Coladenia indrana
- Coladenia kehelatha
- Coladenia koiwayai
- Coladenia laxmi
- Coladenia maeniata
- Coladenia minor
- Coladenia nankoshana
- Coladenia neomaeniata
- Coladenia ochracea
- Coladenia palawana
- Coladenia semperi
- Coladenia sheila
- Coladenia similis
- Coladenia tanya
- Coladenia uemurai
- Coladenia vitrea